# Guillermina Naya
Guillermina Naya (* 27. September 1996 in Buenos Aires) ist eine argentinische Tennisspielerin.

## Karriere
Naya spielt überwiegend auf der ITF Women’s World Tennis Tour, wo sie bislang drei Titel im Einzel und sechs im Doppel gewonnen hat.
Im Jahr 2021 spielte Naya erstmals für die argentinische Fed-Cup-Mannschaft; ihre Fed-Cup-Bilanz weist bislang einen Sieg und eine Niederlage aus.

## Turniersiege

### Einzel
| Nr. | Datum              | Turnier            | Kategorie | Belag | Finalgegnerin           | Ergebnis |
| --- | ------------------ | ------------------ | --------- | ----- | ----------------------- | -------- |
| 1.  | 15. September 2019 | Buenos Aires       | ITF W15   | Sand  | Eduarda Piai            | 6:2, 6:2 |
| 2.  | 13. Oktober 2019   | Buenos Aires       | ITF W15   | Sand  | Jazmín Ortenzi          | 6:3, 7:5 |
| 3.  | 2. Juli 2023       | Rosario (Santa Fe) | ITF W15   | Sand  | Sol Ailin Larraya Guidi | 6:2, 6:0 |

### Doppel
| Nr. | Datum              | Turnier                  | Kategorie | Belag | Partnerin            | Finalgegnerinnen                         | Ergebnis          |
| --- | ------------------ | ------------------------ | --------- | ----- | -------------------- | ---------------------------------------- | ----------------- |
| 1.  | 21. September 2019 | Buenos Aires             | ITF W15   | Sand  | Candela Bugnon       | María Lourdes Carlé Julieta Lara Estable | 2:6, 6:1, [10:8]  |
| 2.  | 13. Oktober 2019   | Buenos Aires             | ITF W15   | Sand  | Candela Bugnon       | Eugenia Ganga Sofía Luini                | 7:64, 6:4         |
| 3.  | 27. November 2020  | Las Palmas               | ITF W15   | Sand  | Andrea Gámiz         | Bárbara Gatica Rebeca Pereira            | 3:6, 7:5, [10:7]  |
| 4.  | 1. April 2023      | Sopó                     | ITF W25   | Sand  | Julia Riera          | Victoria Hu Melany Solange Krywoj        | 7:5, 6:4          |
| 5.  | 1. Juli 2023       | Rosario (Santa Fe)       | ITF W15   | Sand  | Julieta Lara Estable | Mell Reasco González Camila Romero       | kampflos          |
| 6.  | 27. Oktober 2023   | Santa Margherita di Pula | ITF W25   | Sand  | Martina Colmegna     | Katharina Hobgarski Ylena In-Albon       | 6:2, 66:7, [10:8] |